# 유로컨트롤

유로컨트롤 가입 국가들

유로컨트롤(영어: Eurocontrol)은 유럽 전체를 관할하는 항공 교통관제를 위해 1963년에 설립된 국제기구이다. 정식 명칭은 유럽 항공 항법 안전 기구(European Organisation for the Safety of Air Navigation)이다. 민간 기구이며, 2011년 현재 39개 국가가 참여하고 있다. 본부는 벨기에의 브뤼셀에 있다.
유로컨트롤은 유럽 전체의 항공교통관제의 관리와 계획을 주업무로 하고 있다. 정부기관, 항법서비스제공조직, 민간항공회사, 군대, 공항, 그 외의 다른 단체들과 협력해서 활동하고 있다. 항공기가 이륙한 뒤 착륙할 때까지 제공하는 항법서비스, 전략적인 교통량 관리, 항공관제관 훈련, 공역의 지역적 관리, 안전이 증명된 기술의 도입, 항법서비스 요금 징수 등의 업무를 담당하고 있다.

## 같이 보기
- 유럽 연합 항공 안전청